# Партизан (Якутия)
Партиза́н (якут. Партизан) — село в Намском улусе Якутии России. Административный центр и единственный населённый пункт Партизанского наслега.

## География
Село расположено в пределах Центрально-Якутской равнины, в долине Энсиэли, на левом берегу реки Лена.
Географическое положение
Расстояние до улусного центра — село Намцы — 17 км.
Климат
Средняя температура января −42 °C, июля +17…+18 °С. Осадков выпадает около 200—250 мм в год.

## История
Согласно Закону Республики Саха (Якутия) от 30 ноября 2004 года N 173-З N 353-III село возглавило образованное муниципальное образование Партизанский наслег.

## Население
| 2002 | 2010 | 2012 | 2013 | 2014 | 2015 | 2016  | 2017  | 2018 | 2019 | 2020 |
| ---- | ---- | ---- | ---- | ---- | ---- | ----- | ----- | ---- | ---- | ---- |
| 854  | ↗937 | ↗948 | ↗959 | ↗961 | ↗997 | ↗1022 | ↘1017 | ↘973 | ↘949 | →949 |
| 2021 |      |      |      |      |      |       |       |      |      |      |
| ↗961 |      |      |      |      |      |       |       |      |      |      |

Национальный состав
Согласно результатам переписи 2002 года, в национальной структуре населения якуты составляли 97 % от общей численности населения в 854 чел.

## Экономика
Животноводство (мясо-молочное скотоводство).

## Инфраструктура
Дом культуры, средняя общеобразовательная школа, учреждения здравоохранения и торговли.

## Транспорт
Около села проходит автодорога 98К-005 «Нам»